# 아리베르트 하임
아리베르트 페르디난트 하임(독일어: Aribert Ferdinand Heim, 1914년 6월 28일 ~ 1992년)은 오스트리아의 슈츠스타펠 의사였다. 제2차 세계 대전 동안 그는 마우트하우젠에 있는 마우트하우젠-구젠 강제 수용소에서 복무했고, 희생자들의 심장에 독성 화합물을 직접 주입하는 등 다양한 방법을 사용하여 수감자들을 살해하고 고문했다.
전쟁이 끝난 후, 하임은 이집트 카이로에서 이슬람교로 개종한 후 타렉 파리드 후세인이라는 가명으로 살았다. 2009년 2월, 독일 방송국 ZDF는 카이로에서 헤임의 여권과 다른 서류들을 찾아냈다. 그의 아들인 루디거와 변호사의 증언에 따르면 헤임은 1992년 8월 10일 직장암 합병증으로 그곳에서 사망했다고 한다. 이 정보는 독일 법원에 의해 제시되었지만, 시몬 비젠탈 센터의 선도적인 나치 사냥꾼인 에프레임 주로프에 의해 의문이 제기되었다. 주로프는 2008년 7월 칠레 푸에르토 몬트를 방문했을 때 하임의 딸이 하임이 1993년 아르헨티나에서 사망했다고 말했다고 진술했다. 2012년 바덴바덴 법원은 그의 가족과 변호사가 제공한 새로운 증거를 바탕으로 헤임이 1992년 이집트에서 사망했음을 다시 확인했다. 비젠탈 센터는 이러한 조사 결과에 계속해서 이의를 제기했고, 하임은 2013년까지 나치의 가장 지명 수배된 전범 목록에 남아있었다.